# Азербайджан на «Евровидении-2008»
Азербайджан на «Евровидении» 2008 года выступил впервые в своей истории. Страну представляли два молодых исполнителя — Эльнур Гусейнов и Самир Джавадзаде, причём кандидатуру последнего утвердили в самом конце. Они исполнили песню композитора Говхар Гасанзаде «Day After Day» на слова Захры Бадалбейли. Дебютное выступление Азербайджана позволило обоим занять довольно высокое 8-е место.

## Национальный отбор
Право на участие в Евровидении Азербайджан получил автоматически после того, как Общественное телевидение Азербайджана официально вошло в Европейский вещательный союз (заявку одобрили на сессии ЕВС 5—6 июля 2007 года). Прослушивания кандидатов на участие в конкурсе начались в октябре, 25 октября 2007 было объявлено об участии шести композиторов для написания песен. В финал вышли Эльнур Гусейнов, Джабраил Расулов, рок-группа «Unformal», Айнур Искендерова, Айтадж Джафарова, Хайям Мустафадзе и Эркин Османлы.
Перед финалом сняли свои кандидатуры сначала Хайям Мустафадзе и Джабраил Расулов, а затем Айтадж Джафарова и Эркин Османлы. Финал отборочного тура состоялся 2 февраля 2008 в Баку. В жюри был приглашён будущий победитель Евровидения-2008 Дима Билан, гостями на финале были также победителя конкурсов прошлых лет: Тото Кутуньо (Италия, 1990), Сертаб Эренер (Турция, 2003), Руслана (Украина, 2004) и Мария Шерифович (Сербия, 2007).
Финал состоялся 2 февраля 2008 года в 17:30 CET на азербайджанском телеканале ITV (Общественное телевидение Азербайджана), турецких телеканалах TRT2, TRT Türk и TRT International, грузинском GEGT и литовском LRT (прямой телемост с Вильнюсом. Также он транслировался на сайте Евровидения. Победу в конкурсе одержал Эльнур Гусейнов с песней «Day After Day»: его выбрали совместно телезрители и жюри. Уже после победы на пресс-конференции, состоявшейся в 19:30, он заявил, что если поедет на Евровидение с этой песней, то исполнять её будет только вместе с Самиром Джавадзаде. Спорить с победителем конкурса азербайджанская делегация не стала и разрешила Самиру также отправиться на конкурс.
| № | Исполнитель        | Песня                    |
| 1 | Unformal           | Lalala                   |
| 2 | Unformal           | Muse                     |
| 3 | Эльнур Гусейнов    | If You Never Back        |
| 4 | Эльнур feat. Самир | Day After Day            |
| 5 | Айнур Искандерли   | Swear that you will stay |
| 6 | Айнур Искандерли   | Rhythm of fire           |

## Песня
В композиции Гусейнова и Джавадзаде задействован оперный жанр, а также национальные мотивы Азербайджана, в частности азербайджанский народный музыкальный стиль мугам, исполняемый Самиром, и рок-музыка. Тема песни — борьба добра и зла в душе человека. На концертах Эльнур выступал в образе ангела, а Самир — в образе дьявола (такая же тематика прослеживалась и в видеоклипе, снятом 8 марта 2008 в Киеве). По поводу песни и концертного номера Эльнур и Самир рассказывали следующее:

Самая глобальная проблема в настоящее время - это война. Все зло на Земле исходит от Дьявола. Дьявол, как мы знаем, это падший ангел, который был изгнан из Рая. Однако он может снова стать Ангелом, и это будет символизировать победу добра над злом. И мы надеемся, что очень скоро на нашей Земле все так и будет!

С концертами Эльнур и Самир выступили в Тбилиси, Киеве, Риге и Афинах, а в рамках промотура посетили финалы национальных отборов Украины (23 февраля), Греции (27 февраля) и Латвии (1 мая).

## Мнения
Многие эксперты назвали представленную Азербайджаном песню «трёхминутной рок-оперой», заслуживающей не только уверенный выход в финал, но и очень высокие места (вплоть до победы). Эльнур и Самир дважды репетировали номер: сначала без грима, а затем в гриме . Автор независимого интернет-проекта «Евровидение-Казахстан» Андрей Михеев оценивал следующим образом дуэт по 10-балльной шкале:

- Mузыка: Рок-опера. Интересно только было бы прослушать её полностью, а не трехминутную «вырезку». 9/10
- Текст: Сама идея вообще, конечно очень интересная — во всех смыслах, и история ангела и демона, и перевоплощение посредством мугама — и это в дебюте страны. 10/10
- Вокал: Эльнур — это уникальный вокал. Ему надо переходить в хэви-метал. Распевка просто великолепна. 10/10
- Итог: Первое впечатление — это готовый победитель конкурса. Если бы не жеребьевка. 9/10

Председатель российского фан-клуба OGAE Антон Кулаков, следящий за Евровидением с 2000 года, выставил следующие оценки коллективу:

- Музыка: Нечто совершенно неожиданное. Готичная рок-опера? Как минимум оригинально — я ожидал гремучий этник. 9.5/10
- Текст: Ну по жанру вполне логичный. 9/10
- Вокал: О да. Неподражаемо. 10/10
- Итог: Финалист, там не потеряется. Совершенно неожиданный выбор. Убойный прямо таки. 10/10

В полуфинале Эльнур и Самир заняли 6-е место и с 96 очками вышли в финал, в финале они набрали уже 132 очка, но заняли 8-е место.

## Голосования

### Полуфинала
| Голоса за Азербайджан | Голоса за Азербайджан                 |
| --------------------- | ------------------------------------- |
| Оценка                | Страны                                |
| 12                    | —                                     |
| 10                    | Молдавия, Польша, Россия              |
| 8                     | Андорра, Германия                     |
| 7                     | Румыния, Греция                       |
| 6                     | —                                     |
| 5                     | Израиль, Бельгия, Ирландия, Финляндия |
| 4                     | Эстония, Нидерланды                   |
| 3                     | Черногория, Босния и Герцеговина      |
| 2                     | Армения                               |
| 1                     | —                                     |

| Голоса телезрителей Азербайджана | Голоса телезрителей Азербайджана |
| -------------------------------- | -------------------------------- |
| Оценка                           | Страна                           |
| 12                               | Греция                           |
| 10                               | Израиль                          |
| 8                                | Россия                           |
| 7                                | Норвегия                         |
| 6                                | Румыния                          |
| 5                                | Молдавия                         |
| 4                                | Босния и Герцеговина             |
| 3                                | Польша                           |
| 2                                | Нидерланды                       |
| 1                                | Словения                         |

### Финал
В финале за Азербайджан проголосовала 21 страна, столько же стран не отдали Азербайджану ни одного голоса. Максимальное количество баллов (12) Азербайджану дали  Венгрия и  Турция. 
| Голоса за Азербайджан | Голоса за Азербайджан                   |
| --------------------- | --------------------------------------- |
| Оценка                | Страны                                  |
| 12                    | Турция, Венгрия                         |
| 10                    | Россия, Украина, Чехия                  |
| 8                     | Македония, Белоруссия, Молдавия         |
| 7                     | Бельгия, Литва, Польша, Андорра, Грузия |
| 6                     | —                                       |
| 5                     | —                                       |
| 4                     | Латвия                                  |
| 3                     | Израиль, Греция, Болгария               |
| 2                     | Нидерланды, Румыния                     |
| 1                     | Германия, Словения                      |

| Голоса телезрителей Азербайджана | Голоса телезрителей Азербайджана |
| -------------------------------- | -------------------------------- |
| Оценка                           | Страна                           |
| 12                               | Турция                           |
| 10                               | Украина                          |
| 8                                | Россия                           |
| 7                                | Израиль                          |
| 6                                | Греция                           |
| 5                                | Норвегия                         |
| 4                                | Грузия                           |
| 3                                | Босния и Герцеговина             |
| 2                                | Сербия                           |
| 1                                | Албания                          |

## Телевещание
Общественное телевидение Азербайджана показало оба полуфинала и финал конкурса. В прямом эфире комментировали Иса Меликов и Хюсние Мехерремова. Глашатаем от Азербайджана была Лейла Алиева, телеведущая ITV (ошибочно СМИ сообщали, что голоса будет объявлять её полная тёзка, дочь президента Азербайджана Ильхама Алиева).